# Sialomorpha dominicana
 Sialomorpha dominicana   còn được gọi là "lợn mốc", là một chi của ngành incertae sedis trong (không phân hạng) Panarthropoda phát hiện khoảng 30 triệu năm tuổi trong Hổ phách Dominicana bởi George Ponair tại đại học Bang Oregon và Diane R. Nelson Đại học Tây Tennessee.
. Nó được phân loại vào một chi và họ mới (Sialomorphidae), và dường như đại diện cho một ngành (sinh học) mới. S. dominicana có một số điểm tương đồng với gấu nước và ve. Nó dài khoảng 100 micromet và lớn lên bằng cách lột xác bộ xương ngoài của nó. Nó có lẽ là một loài động vật ăn tạp, ăn động vật không xương sống và nấm, kể cả nấm mốc.